# Гимназия Харани
Гимназия Харани (нем. Haranni-Gymnasium) — городская средняя школа в Херне, в которой совместно обучаются мальчики и девочки; название «Харани» происходит от бывшего латинского названия города. В школе 852 ученика и 75 человек преподавательского состава; школа сотрудничает со школами в Тье (Франция), Уэйкфилда (Англия) и Конин (Польша), регулярно проводя обмены учениками.